# Elementos del grupo 4
El grupo 4 de la tabla periódica lo comprenden los elementos  químicos titanio (Ti), circonio (Zr) y hafnio (Hf), así como el elemento rutherfordio (Rf), aunque no se suele tener en cuenta al referirse al grupo 4 pues se trata de un elemento sintético y radiactivo. "Grupo 4" es el nombre recomendado por la IUPAC; el antiguo nombre europeo es "grupo IVA", mientras que el nombre antiguo estadounidense es "grupo IVB". El nombre de la IUPAC no debe confundirse con los antiguos, dados con números romanos.
Estos metales son bastante reactivos (sobre todo cuando están en forma de esponja porosa, de gran superficie específica, son pirofóricos; esto es, al exponerse a la acción del aire se vuelven rojos e inflaman espontáneamente). Al estar compactos son pasivos, casi inatacables por cualquier agente atmosférico.
Todos los elementos del grupo 4 son metales duros refractarios. Su reactividad inherente está completamente enmascarada debido a la formación de una densa capa de óxido que los protege de la corrosión, así como del ataque de muchos ácidos y álcalis. Los tres primeros ocurren de forma natural. El ruterfordio es fuertemente radiactivo: no se produce de forma natural y debe ser producido por síntesis artificial, pero sus propiedades observadas y teóricamente predichas son consistentes con que es un homólogo más pesado del hafnio. Ninguno de ellos tiene ningún papel biológico.

Elementos del grupo 4
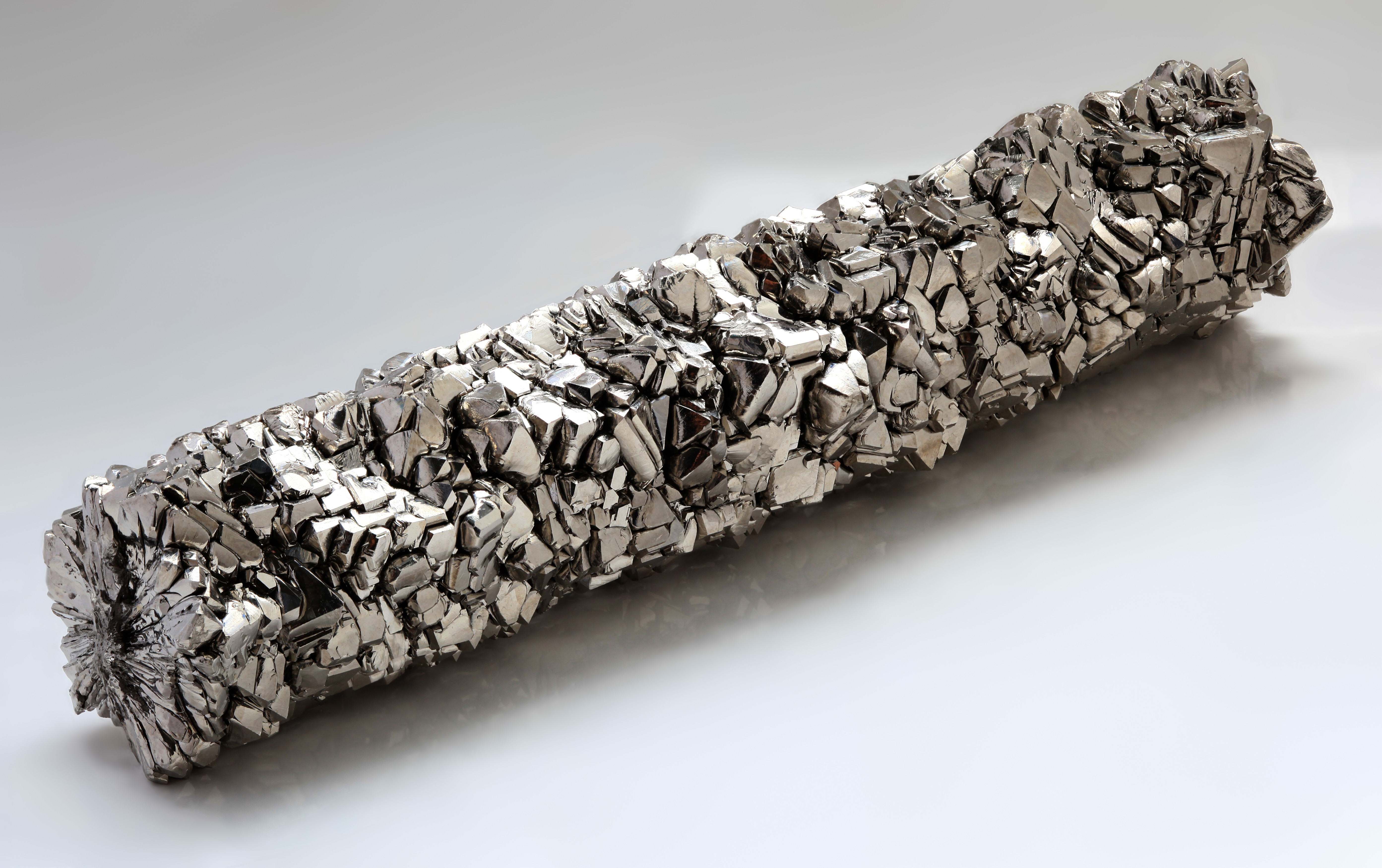
Barra de cristal de titanio, 99,995%
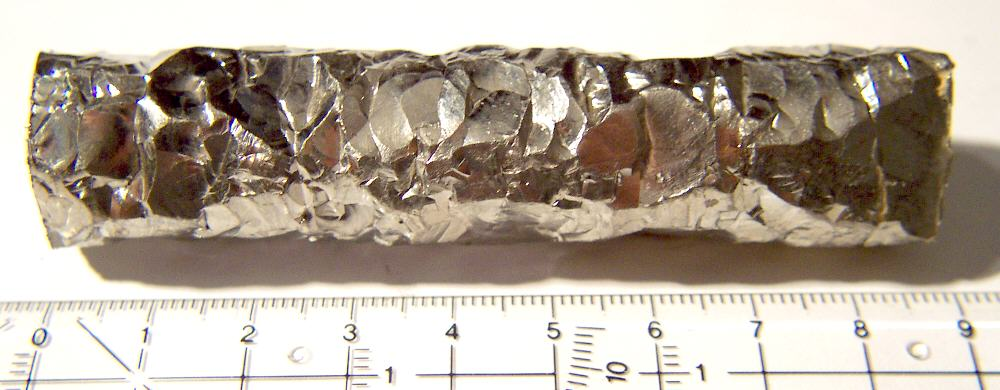
Barra de cristal de circonio, 99,97%
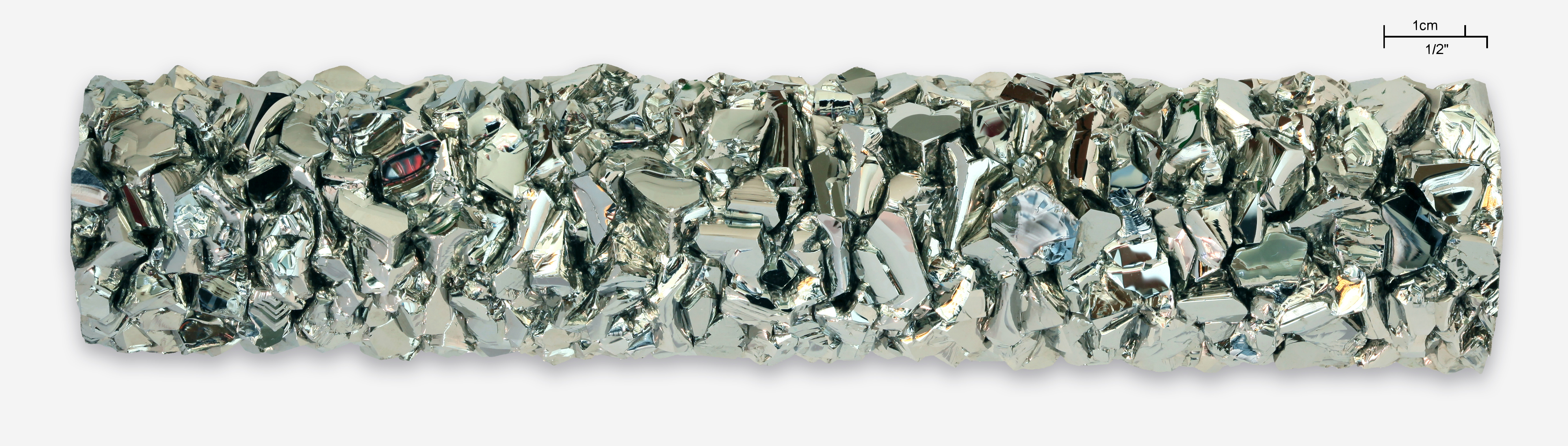
Barra de cristal de hafnio, >99,9%

## Historia
El circón se conocía como una piedra preciosa desde la antigüedad,  pero no se sabía que contenía un nuevo elemento hasta el trabajo del químico alemán Martin Heinrich Klaproth en 1789. Analizó el mineral que contiene circón y encontró una tierra nueva (óxido), pero no pudo aislar el elemento de su óxido. El químico de Cornualles Humphry Davy también intentó aislar este nuevo elemento en 1808 mediante electrólisis, pero fracasó: le dio el nombre de circonio.  En 1824, el químico sueco Jöns Jakob Berzelius aisló una forma impura de circonio, obtenida calentando una mezcla de potasio y fluoruro de circonio potásico en un tubo de hierro.
El mineralogista de Cornualles William Gregor identificó por primera vez titanio en arena de ilmenita junto a un arroyo en Cornualles, Gran Bretaña en el año 1791. Después de analizar la arena, determinó que la arena débilmente magnética contenía óxido de hierro y un óxido metálico que no pudo identificar. Durante ese mismo año, el mineralogista Franz Joseph Muller produjo el mismo óxido metálico y no pudo identificarlo. En 1795, el químico Martin Heinrich Klaproth redescubrió de forma independiente el óxido metálico en rutilo del pueblo húngaro de Boinik. Identificó el óxido que contiene un nuevo elemento y lo nombró por el Titanes de la mitología griega. Berzelius también fue el primero en preparar titanio metálico (aunque impuro), y lo hizo en 1825.
La espectroscopia de rayos X realizada por Henry Moseley en 1914 mostró una dependencia directa entre la línea espectral y la carga nuclear efectiva. Esto llevó a que la carga nuclear, o número atómico de un elemento, se utilizara para determinar su lugar dentro de la tabla periódica. Con este método, Moseley determinó el número de lantánidos y demostró que faltaba un elemento con número atómico 72. Esto incitó a los químicos a buscarlo.  Georges Urbain afirmó que encontró el elemento 72 en los elementos de tierras raras en 1907 y publicó sus resultados sobre celtium en 1911. Ni los espectros ni el comportamiento químico que afirmó coincidían con el elemento encontrado más tarde y, por lo tanto, su afirmación fue rechazada después de una controversia de larga data.
A principios de 1923, varios físicos y químicos como Niels Bohr  y Charles R. Bury sugirieron que el elemento 72 debería parecerse al circonio y, por lo tanto, no formaba parte del grupo de elementos de tierras raras. Estas sugerencias se basaron en las teorías del átomo de Bohr, la espectroscopia de rayos X de Moseley y los argumentos químicos de Friedrich Paneth. Alentados por esto, y por la reaparición en 1922 de las afirmaciones de Urbain de que el elemento 72 era un elemento de tierras raras descubierto en 1911, Dirk Coster y Georg von Hevesy se sintieron motivados a buscar el nuevo elemento en los minerales de circonio. El Hafnio fue descubierto por los dos en 1923 en Copenhague, Dinamarca. El lugar donde se llevó a cabo el descubrimiento llevó al elemento a ser nombrado por el nombre latino de "Copenhague", Hafnia, la ciudad natal de Niels Bohr.
El hafnio se separó del circonio mediante la recristalización repetida de los fluoruros dobles de amonio o potasio por Valdemar Thal Jantzen y von Hevesy. Anton Eduard van Arkel y Jan Hendrik de Boer fueron los primeros en preparar hafnio metálico pasando vapor de tetraioduro de hafnio sobre un filamento de tungsteno calentado en 1924. El largo retraso entre el descubrimiento de los dos elementos más ligeros del grupo 4 y el del hafnio se debió en parte a la rareza del hafnio, y en parte a la extrema similitud del circonio y el hafnio, de modo que todas las muestras anteriores de circonio en realidad estaban contaminadas con hafnio sin que nadie lo supiera.
El último elemento del grupo, el rutherfordio, no se produce de forma natural y tuvo que ser elaborado por síntesis. La primera detección informada fue por un equipo del Instituto Conjunto de Investigación Nuclear (JINR), que en 1964 afirmó haber producido el nuevo elemento bombardeando un blanco de plutonio-242 con iones de neón-22, aunque esto se puso en duda más tarde. [23] Investigadores de la Universidad de California en Berkeley obtuvieron pruebas más concluyentes, que sintetizaron el elemento 104 en 1969 bombardeando un blanco de californio-249 con iones de carbono-12. Una controversia surgió sobre quién había descubierto el elemento, y cada grupo sugirió su propio nombre: el grupo de Dubna nombró al elemento kurchatovio en honor a Igor Kurchatov, mientras que el grupo de Berkeley lo llamó rutherfordium en honor a Ernest Rutherford. Finalmente, un grupo de trabajo conjunto de la IUPAC y la IUPAP, el Transfermium Working Group, decidió que el crédito por el descubrimiento debería ser compartido. Después de que se intentaron varios compromisos, en 1997 la IUPAC nombró oficialmente al elemento rutherfordio siguiendo la propuesta estadounidense.

## Características

### Químicas
| Configuraciones electrónicas de los elementos del grupo 4 | Configuraciones electrónicas de los elementos del grupo 4 | Configuraciones electrónicas de los elementos del grupo 4 | Configuraciones electrónicas de los elementos del grupo 4 |
| Z                                                         | Elemento                                                  | Configuración electrónica                                 | Configuración electrónica                                 |
| --------------------------------------------------------- | --------------------------------------------------------- | --------------------------------------------------------- | --------------------------------------------------------- |
| 22                                                        | Ti, titanio                                               | 2, 8, 10, 2                                               | [Ar] 3d2 4s2                                              |
| 40                                                        | Zr, zirconio                                              | 2, 8, 18, 10, 2                                           | [Kr] 4d2 5s2                                              |
| 72                                                        | Hf, hafnio                                                | 2, 8, 18, 32, 10, 2                                       | [Xe] 4f14 5d2 6s2                                         |
| 104                                                       | Rf, rutherfordio                                          | 2, 8, 18, 32, 32, 10, 2                                   | [Rn] 5f14 6d2 7s2                                         |

Como otros grupos, los miembros de esta familia muestran patrones en sus configuraciones electrónicas, especialmente las capas más externas, lo que resulta en tendencias en el comportamiento químico. La mayor parte de la química se ha observado solo en los tres primeros miembros del grupo; Las propiedades químicas del rutherfordio no están bien caracterizadas, pero lo que se conoce y predice coincide con su posición como un homólogo más pesado del hafnio.
El titanio, el circonio y el hafnio son metales reactivos, pero están enmascarados a granel porque forman una densa capa de óxido que se adhiere al metal y se reforma incluso si se eliminan. Como tal, los metales a granel son muy resistentes al ataque químico; la mayoría de los ácidos acuosos no tienen ningún efecto a menos que se calienten, y los álcalis acuosos no tienen ningún efecto incluso cuando están calientes. Los ácidos oxidantes como el ácido nítrico tienden a reducir la reactividad ya que inducen la formación de esta capa de óxido. La excepción es el ácido fluorhídrico , ya que forma complejos fluorados solubles de los metales. Cuando se dividen finamente, su reactividad se muestra a medida que se vuelven pirofóricos, reaccionando directamente con oxígeno e hidrógeno , e incluso con nitrógeno.en el caso del titanio. Los tres son bastante electropositivos, aunque menos que sus predecesores en el grupo 3. Los óxidos TiO2 , ZrO2 y HfO2 son sólidos blancos con altos puntos de fusión y no reaccionan contra la mayoría de los ácidos..
La química de los elementos del grupo 4 está dominada por el estado de oxidación del grupo. El circonio y el hafnio son, en particular, muy similares, siendo las diferencias más destacadas las físicas más que las químicas (puntos de fusión y ebullición de los compuestos y su solubilidad en disolventes). Este es un efecto de la contracción del lantánido: el aumento esperado del radio atómico de los elementos 4d a 5d se borra por la inserción de los elementos 4f antes. El titanio, al ser más pequeño, es distinto de estos dos: su óxido es menos básico que los del circonio y el hafnio, y su química acuosa está más hidrolizada. El ruterfordio debería tener un óxido aún más básico que el circonio y el hafnio.
La química de los tres está dominada por el estado de oxidación +4, aunque esto es demasiado alto para ser bien descrito como totalmente iónico. Los estados de oxidación bajos no están bien representados para el circonio y el hafnio (y deberían estar aún menos representados para el rutherfordio); el estado de oxidación +3 del circonio y el hafnio reduce el agua. Para el titanio, este estado de oxidación simplemente se oxida fácilmente, formando un catión de agua violeta Ti 3+ en solución. Los elementos tienen una química de coordinación significativa: el circonio y el hafnio son lo suficientemente grandes como para soportar fácilmente el número de coordinación de 8. Sin embargo, los tres metales forman enlaces sigma débiles con el carbono y, debido a que tienen pocos electrones d, el enlace posterior pi tampoco es muy efectivo.

### Físicas
Las tendencias en el grupo 4 siguen las de los otros grupos de bloques d tempranos y reflejan la adición de una capa f llena en el núcleo al pasar del quinto al sexto período. Todos los miembros estables del grupo son metales refractarios plateados , aunque las impurezas de carbono , nitrógeno y oxígeno los hacen quebradizos. Todos ellos cristalizan en la estructura hexagonal compacta a temperatura ambiente,  y se espera que el rutherfordio haga lo mismo.  A altas temperaturas, el titanio, el circonio y el hafnio se transforman en un cubo cúbico centrado en el cuerpo.estructura. Si bien son mejores conductores de calor y electricidad que sus predecesores del grupo 3, siguen siendo pobres en comparación con la mayoría de los metales. Esto, junto con los puntos de fusión y ebullición más altos y las entalpías de fusión, vaporización y atomización, refleja el electrón d adicional disponible para la unión metálica.
La siguiente tabla es un resumen de las propiedades físicas clave de los elementos del grupo 4. Se extrapolan los cuatro valores marcados con interrogantes.
| Nombre              | Ti, titanio      | Zr, zirconio     | Hf, hafnio       | Rf, rutherfordio  |
| ------------------- | ---------------- | ---------------- | ---------------- | ----------------- |
| Punto de fusión     | 1941 K (1668 °C) | 2130 K (1857 °C) | 2506 K (2233 °C) | 2400 K (2100 °C)? |
| Punto de ebullición | 3560 K (3287 °C) | 4682 K (4409 °C) | 4876 K (4603 °C) | 5800 K (5500 °C)? |
| Densidad            | 4.507 g·cm−3     | 6.511 g·cm−3     | 13.31 g·cm−3     | 23.2 g·cm−3?      |
| Aspecto             | plata metalizado | blanco plateado  | gris plata       | ?                 |
| Radio atómico       | 140 pm           | 155 pm           | 155 pm           | 150 pm?           |